# Герман II (ландграф Гессена)
Герман II Мудрый (нем. Hermann II. von Hessen, «der Gelehrte»; около 1342, Гребенштайн, Гессен — 10 июня 1413) — ландграф Гессена в 1376—1413 годах.

## Биография
Сын Людвига Гессен-Гребенштайнского и внук Оттона I Гессенского. Герман учился в Париже и в Праге. После смерти Оттона, его сын и наследник Генрих II назначил своего племянника Германа соправителем и своим наследником в 1367 году.
Герман был женат дважды.
- Первая жена (с 1377) — Иоганна Нассау-Вайльбургская (ок.1362—1383), дочь Иоганна I, графа Нассау-Вейльбурга. Детей не было.
- Вторая жена (с 1383) — Маргарита Гогенцоллерн-Нюрнбергская (ок.1360—1406), дочь Фридриха V, бургграфа Нюрнберга. Дети:

- Анна (1385—1386)
- Генрих (1387—1394)
- Елизавета (1388—1394).
- Маргарита (1389—1446)

∞ Генрих I, герцог Брауншвейг-Люнебурга
- Агнесса (1391—1471)

∞ Отто II, герцог Брауншвейг-Гёттингена
- Герман (1396—1406)
- Фридрих (1398—1402)
- Людвиг (1402—1458), ландграф Гессена